# Hwicce
Hwicce là một vương quốc được tạo dựng bởi người  Anglo-Saxon. Vương quốc được thành lập năm 577, sau trận chiến Deorham. Vào năm 628 vương quốc này trở thành nước chư hầu của Mercia do kết quả của trận Cirencester.

## Các vị vua của Hwicce
Không có gia phả hay các ghi chép đầy đủ còn sót lại về các vị vua của Hwicce.
| Tên        | Thời gian              | Ghi chú                                           |
| ---------- | ---------------------- | ------------------------------------------------- |
|            | 628                    | Vương quốc được chinh phục bởi Vương quốc Mercia. |
| Eanhere    | giữa thế kỉ thứ 7      |                                                   |
| Eanfrith   | giữa thế kỉ thứ 7      | Anh trai của Eanhere.                             |
| Osric      | thập niên 670          |                                                   |
| Oshere     | thập niên 690          | Con trai của Osric. Chết trước năm 716.           |
| Æthelheard | bắt đầu trị vì năm 709 | Con trai Oshere. Có mâu thuẫn với Æthelweard.     |
| Æthelweard | bắt đầu trị vì năm 709 | Con trai Oshere.                                  |
| Æthelric   | bắt đầu trị vì năm 736 | Con trai Oshere.                                  |
| Eanberht   | thập niên 750          | không có ghi chép sau năm 759.                    |
| Uhtred     | trị vì 750 – 779       |                                                   |
| Ealdred    | trị vì 750 – 778       |                                                   |
|            | 780                    | Cuộc sáp nhập Hwicce vào Mercia hoàn thành.       |